# Pavle Zelić
Pavle Zelić (Beograd, 1979) srpski je pisac i filmski i strip scenarista. 

## Biografija
Diplomirao je na Farmaceutskom fakultetu Univerziteta u Beogradu 2005. godine. 
Bavi se pisanjem priča sa kojima je i učestvovao na raznim konkursima. Priče su mu objavljivane u Letopisu Matice srpske, „Politikinom Zabavniku“, „Politici“, „Gradini“, „Ulaznici“, „Naš trag“, „Znaku Sagite“, „Think Tank“, „Grad“, „Trash“, „Putevi kulture“, „Hobby master“; fanzinima „Nova“ i „Emitor“, antologijama „Beli šum“, „Zbirka priča o Flašu Gordonu“ i „Gradske priče 4 - Vodenica“, kao i u zbirkama „Bolja polovica“, „Ispod i iznad“ i „Priče o dinosaurima“ u Hrvatskoj, časopisu „9“ u Grčkoj.
Dobitnik nagrade „Ljubomir Damnjanović“ za sezonu 2007/2008. godina za priču „Tarzanova poslednja velika avantura“ objavljenoj u fanzinu „Emitor“ br. 464.
Takođe se bavi i pisanjem scenarija za stripove, a 2009. godine dobio je nagradu „Mladi teoretičar stripa“ na XI Balkanskoj smotri mladih strip autora u Leskovcu.
Piše filmsku, književnu i kritike stripova, kao i eseje za brojne književne i popularne časopise. Bio je stalni saradnik časopisa „OK magazin“, „Znak Sagite“, „Popboks“ i vodiča za Beograd „Singidunum Weekly“. Piše za časopise „Gradina“,„Think Tank“, „Pressing“,„Strip Pressing“, „Rush“, „Bzzz!“, i druge. Saradnik kulturnog dodatka lista Politika, i Radio televizije Srbije, kulturne redakcije.
Bio je urednik fanzina „Emitor“ koji izdaje Društvo ljubitelja fantastike „Lazar Komarčić“. Sa još jednim članom Društva „Lazar Komarčić“ Petrom Petrovićem je, kao deo delegacije Srbije, osvojio nagradu za najbolji evropski SF fanzin za „Emitor“ 2004. godine na konvenciji EUROCON u Plovdivu u Bugarskoj.
Jedan je od organizatora konvencije fantastike „Beokon - OKO ZVEZDE“ januara 2006. godine, kao i još dva „Beokona“ (novembra 2006. i decembra 2007)
Urednik je zbirke priča erotske fantastike „Ugriz strasti“ objavljene 2007. godine kao projekta Ministarstva kulture Republike Srbije.
Držao je veliki broj predavanja na redovnim sastancima društva „Lazar Komarčić“ i na velikom broju festivala i konvencija.
Govori engleski i francuski. Živi i radi u Beogradu.

## Dela
- Poslednja velika avantura, zbirka priča, Matica srpska, 2009.
- Družina Dardaneli: Poljubac leptirice, scenario: Pavle Zelić, crtež: Dragan Paunović, strip album, System Comics, 2011.  978-86-84687-85-4.
- Peščana hronika, roman, Laguna, 2013.
- Družina Dardaneli: Zločin na Svetskoj izložbi, scenario: Pavle Zelić, crtež: Dragan Paunović, strip album, System Comics, 2016.  978-86-89309-30-0.
- DUM-DUM, zbirka priča, Laguna, 2021.

## Spoljašnje veze
- Društvo ljubitelja fantastike „Lazar Komarčić“ Архивирано на веб-сајту  (27. октобар 2019)
- Društvo ljubitelja naučne fantastike „“
- Udruženje fantastike „“
- Znak Sagite
- Biblioteka srpske kulture Rastko
- Pogled iz svemirskog broda
- Art Anima - sajt posvećen fantastičnoj književnosti